# Губино (Краснопрудская волость, до 2010 года — Москвинская волость)
Губино — деревня в Краснопрудской волости Псковского района Псковской области России.

## География
Расположена в 9 км к востоку от волостного центра Кирово, южнее деревни Пискуново.

## Население
| 2002 | 2010 |
| ---- | ---- |
| 5    | ↘2   |

## История
До 31 декабря 2010 года деревня входила в состав ныне упразднённой Москвинской волости.